# Adonisea tobia
Adonisea tobia är en fjärilsart som beskrevs av Smith 1906. Adonisea tobia ingår i släktet Adonisea och familjen nattflyn. Inga underarter finns listade i Catalogue of Life.